# 일곱띠아르마딜로
일곱띠아르마딜로(Dasypus septemcinctus)는 아르마딜로의 일종이다. 남아메리카의 파라과이와 아르헨티나, 볼리비아 그리고 브라질에서 발견된다. 홀로 떨어져 야행성 생활을 하는 육상 동물이며, 대개 우림 지역 바깥의 건조한 서식지에서 서식한다.
다른 아르마딜로들과 견주어 볼 때 좀더 납작하고 원통형인 모습으로 평균적인 몸길이는 20~30cm, 몸무게는 1.5~1.8kg이다. 진피의 등갑은 회색에서 갈색까지 이르며 골질판은 7개이다. 개활한 프레리나 목초지 지형에서 볼 수 있다. 한 배에 낳는 새끼의 수는 7~9마리이다. 근연종인 아홉띠아르마딜로와 생태가 비슷할 것으로 추정되나, 일곱띠아르마딜로는 주행성이라는 차이가 있다. 수명은 사육 하에서는 약 16년이다.